# Sablé pontique
Polyommatus admetus
Espèce
Le Sablé pontique (Polyommatus admetus) est une espèce d'insectes lépidoptères (papillons) de la famille des Lycaenidae, de la sous-famille des Polyommatinae et du genre Polyommatus.

## Dénominations
Polyommatus admetus a été nommé par Eugen Johann Christoph Esper en 1783.
Synonymes :
- Papilio admetus Esper, 1783
- Agrodiaetus admetus (Esper, 1785).

### Noms vernaculaires
Le Sablé pontique se nomme en anglais Anomalous Blue.

### Sous-espèces
Polyommatus admetus anatoliensis (Forster, 1960).

## Description
C'est un petit papillon au dessus marron clair orné chez la femelle de lunules marginales de couleur orange.
Le revers est ocre clair orné de points noirs cerclés de blanc et d'une ligne sub marginale de lunules de couleur orange.

## Biologie

### Période de vol et hivernation
Il hiverne au stade de jeune chenille qui sont soignées par des fourmis, Crematogaster sordidula et Camponotus gestroi.
Il vole en une seule générations en juin juillet.

### Plantes hôtes
Ses plantes hôtes sont des Onobrychis : Onobrychis caput-galli, Onobrychis viciifolia.

## Écologie et distribution
Il est présent dans le sud-est de l'Europe, dans les Balkans, (Hongrie, Croatie, ouest de la Bosnie, et de la Macédoine, sud-ouest de la Serbie, Albanie, Grèce, Bulgarie, Turquie),.

### Biotope
Son habitat est constitué de lieux broussailleux fleuris.

### Protection
Pas de statut de protection particulier.